# غويدونيا مونتيشيليو
غويدونيا مونتيشيليو (بالإيطالية Guidonia Montecelio) مدينة إيطالية في مقاطعة روما ضمن إقليم لاتسيو وتقع شمال شرق العاصمة روما، عدد سكانها 76.390 نسمة.

## السكان
في سنة 1871 بلغ عدد السكان 2٬799 نسمة، وتطور العدد ليصل في سنة 2011 لـ 81٬447 نسمة.
يظهر هذا المخطط البياني تطور النمو السكاني لـ غويدونيا مونتيشيليو

## التاريخ
مونتيتشيليو أنشأت كحصن عسكري عام 998 (Castrum Monticellorum)، وفي عام 1915 بني مطار عسكري في نطاقها. وانشئت غويدونيا في عام 1937، اختار اسمها تكريما لجنرال سلاح الجو ألساندرو غويدوني الذي توفي أثناء هبوطها في مونتيتشيليو.

## توأمة
لغويدونيا مونتيشيليو اتفاقيات توأمة مع:
- كيب كانفرال

## أعلام
- ديفيد دي ميكيلي